# Joodse begraafplaats (Deventer)
De Joodse begraafplaats in Deventer bevindt zich aan de Diepenveenseweg, naast de Algemene begraafplaats. De Algemene begraafplaats is dagelijks geopend voor bezichtiging of wandeling, het is een rijksmonument. Het Joodse gedeelte is niet publiek toegankelijk.
Joden werden in Deventer pas als volwaardig burger toegelaten na 1796. In dat jaar verordende de regering van de Bataafse Republiek, de opvolger van de Republiek der Zeven Verenigde Nederlanden, dat: "geen Jood zal worden uitgeslooten van enige rechten of voordeelen die aan het Bataafsch Burgerregt verknocht zyn". Hierdoor kregen zij ook het recht op het inrichten van een eigen begraafplaats.

## Lange Rij en Diepenveenseweg
In Deventer werd de eerste Joodse begraafplaats in 1805 ingericht aan de Lange Rij. Vanwege ruimtegebrek kwam er in 1870 een tweede Israëlitische dodenakker aan de Diepenveenseweg. Op deze begraafplaats, waar nog steeds begravingen plaatsvinden, staan nu meer dan 320 grafstenen. De begraafplaats aan de Lange Rij werd in 1878 voor nieuwe teraardebestellingen gesloten. In 1960 maakte een stadssanering het wenselijk deze begraafplaats te ruimen. Onder toezicht van het opperrabbinaat zijn toen de stoffelijke resten van 308 begravenen verplaatst naar een gezamenlijk graf op de begraafplaats aan de Diepenveenseweg.

## Metaheerhuis

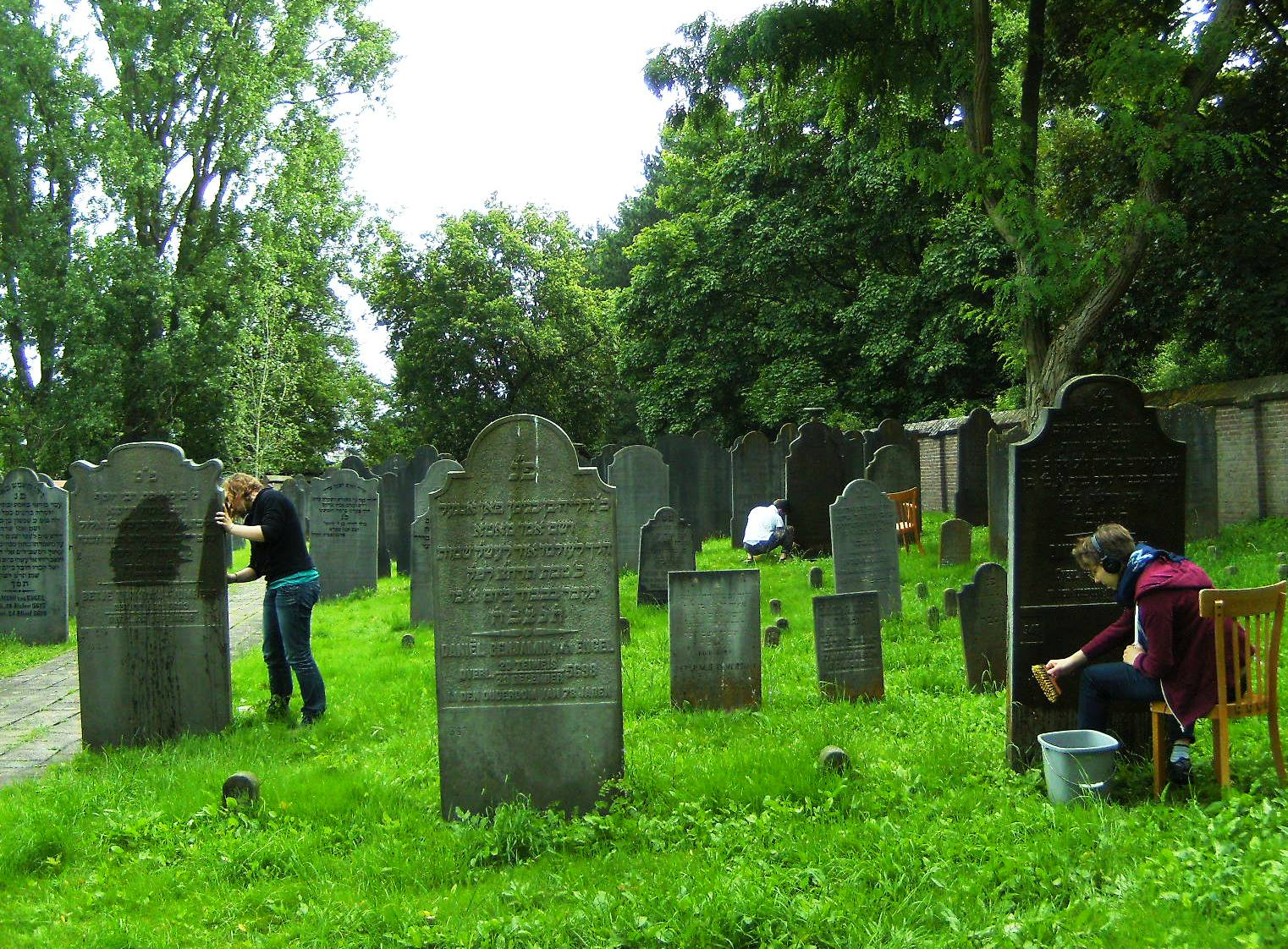
Jongeren van een internationale werkweek maken graftekens beter leesbaar (2012)

Het metaheerhuis werd in 1995 gerestaureerd. In het gebouwtje is een herdenkingsmonument geplaatst voor de meer dan 400 Joodse oorlogsslachtoffers uit Deventer. Dit is een kopie van het monument dat in de synagoge aan de Lange Bisschopstraat stond en na de sluiting daarvan werd overgebracht naar het Deventer stadhuis. Aan de wand bevindt zich een bijzonder houten bord met daarin uitgesneden Hebreeuwse teksten die worden uitgesproken als men de begraafplaats betreedt of verlaat.
Nadat in 2005 het naast gelegen garagegebouw was afgebroken ontbrak een solide afscheiding aan de noordzijde van de begraafplaats. In 2012 bouwde men daarom een nieuwe muur die de begraafplaats afsluit aan de zijde van de Hoge Hondstraat. Jongeren uit Oostenrijk, Oekraïne en Duitsland maakten tegelijkertijd grafstenen schoon en verbeterden de leesbaarheid van de opschriften.

## Fotogalerij

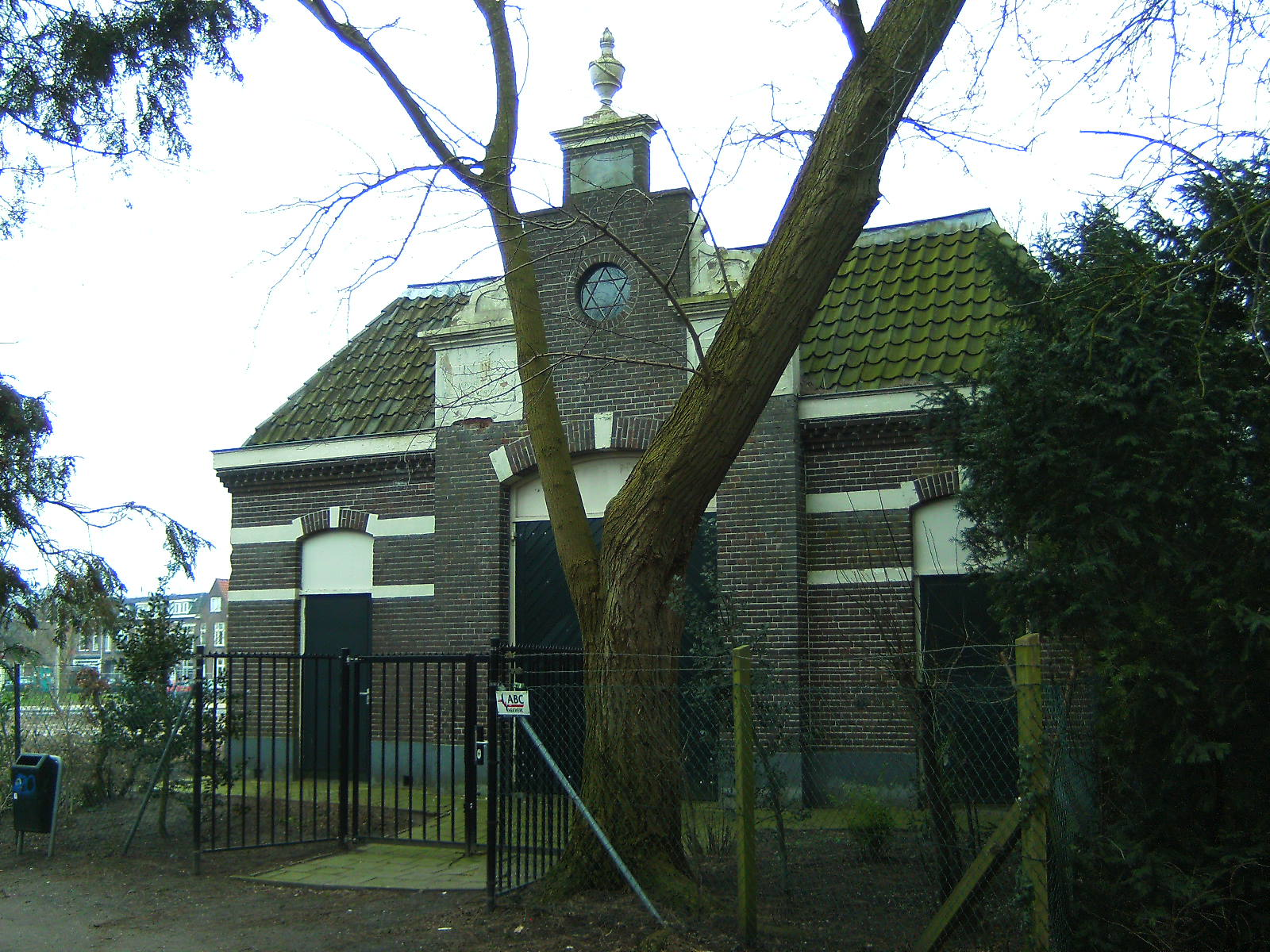
Metaheerhuis en toegang
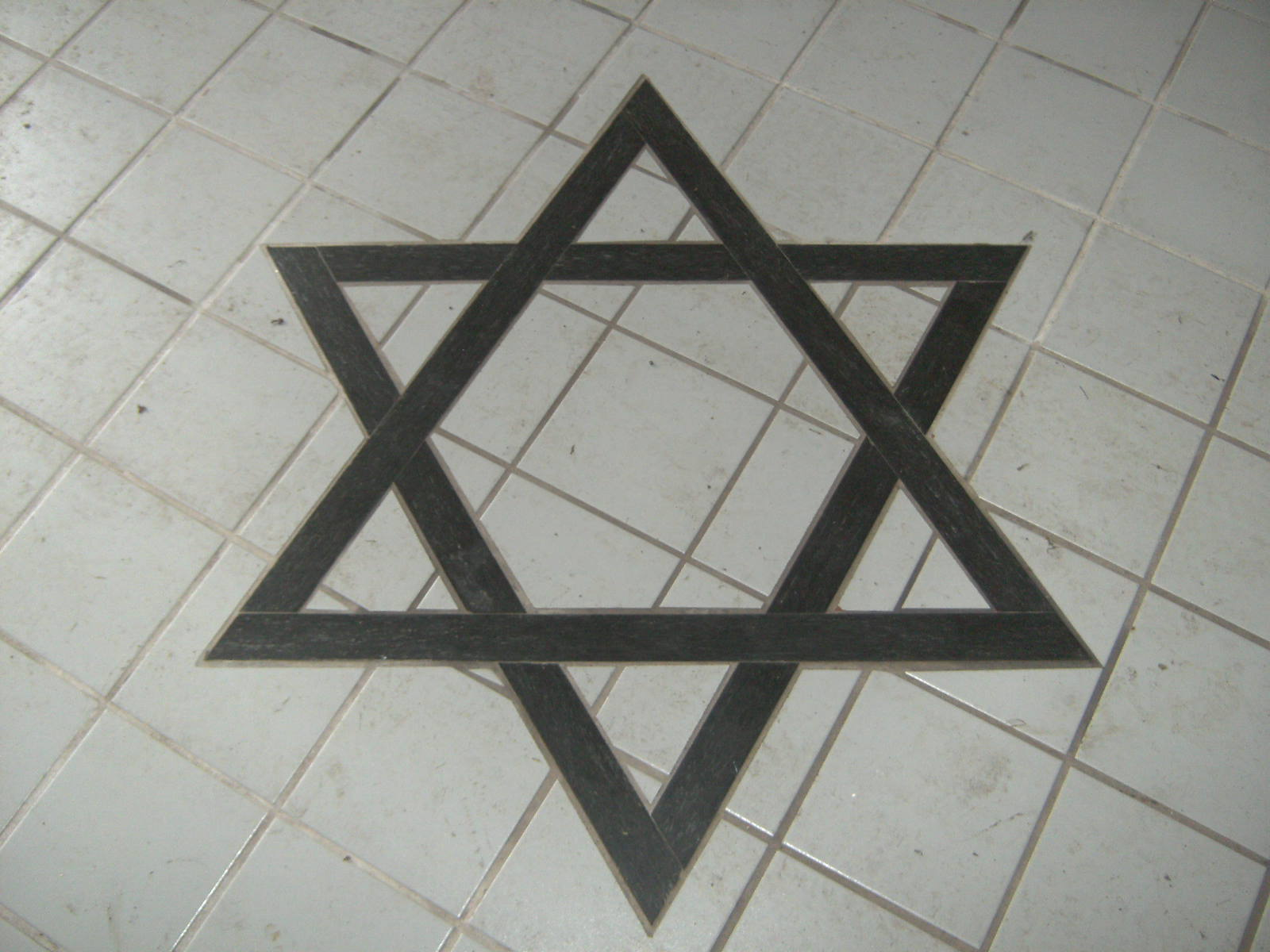
Davidster vloer metaheerhuis
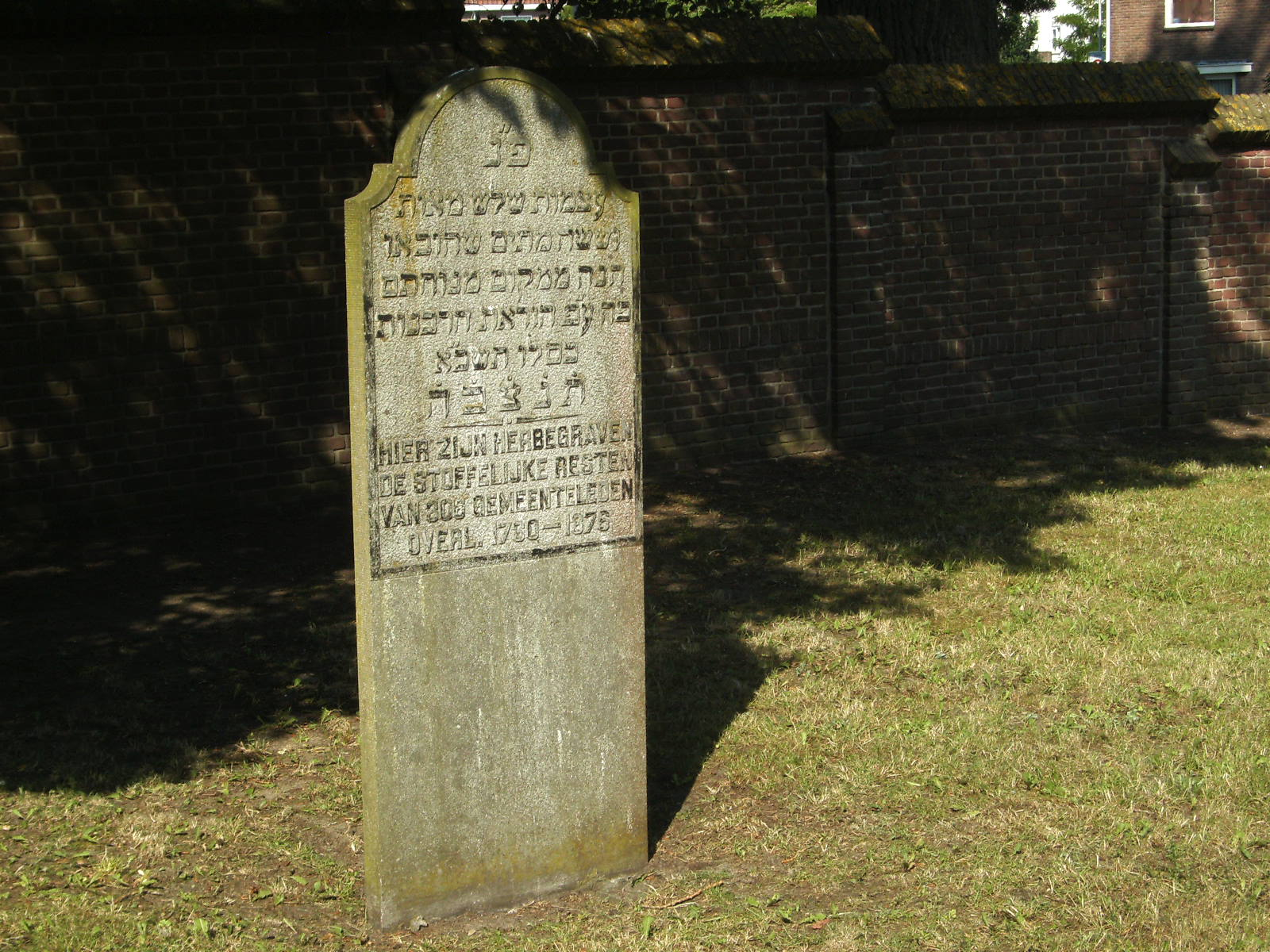
Herbegraving Lange Rij
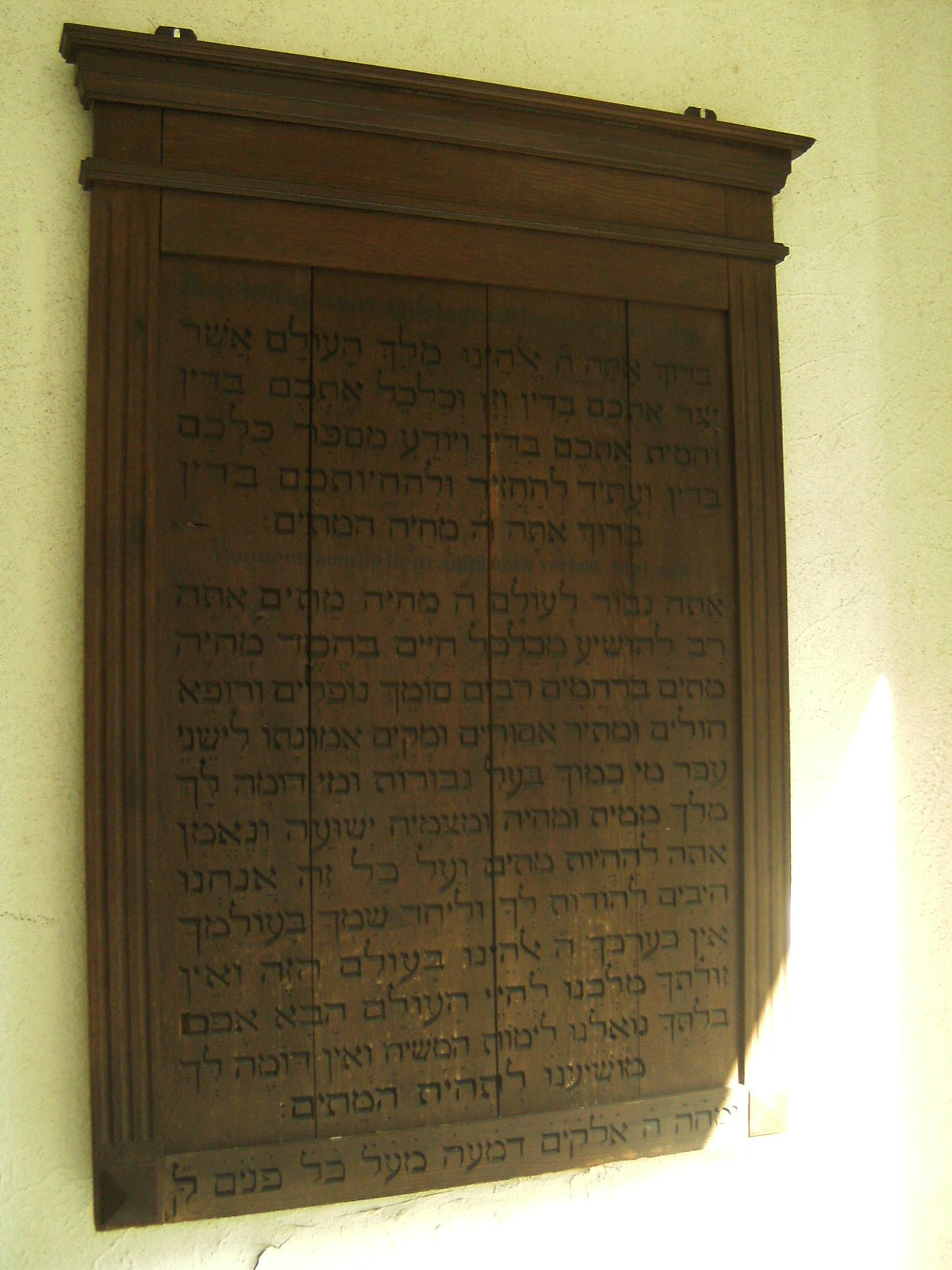
Hebreeuwse rouwtekst
Nieuwbouw noordmuur